# Eurytoma rosae
Eurytoma rosae är en stekelart som beskrevs av Christian Gottfried Daniel Nees von Esenbeck 1834. Eurytoma rosae ingår i släktet Eurytoma och familjen kragglanssteklar. Arten är reproducerande i Sverige. Inga underarter finns listade i Catalogue of Life.